# Resolutie 656 Veiligheidsraad Verenigde Naties
Resolutie 656 van de Veiligheidsraad van de Verenigde Naties werd unaniem aangenomen op 8 juni 1990. De resolutie verlengde de taken van de ONUCA-waarnemingsgroep in Centraal-Amerika tot eind juni 1990.

## Achtergrond
Begin jaren 1980 waren de landen Nicaragua, Honduras en ook El Salvador in conflict met elkaar. In Nicaragua voerden allerlei groeperingen een gewapende strijd tegen de overheid. Die groeperingen werden heimelijk gesteund door de Verenigde Staten. Die laatsten gingen ook een overeenkomst aan met Honduras tegen communistische bewegingen in Nicaragua en El-Salvador.
Colombia, Mexico, Panama en Venezuela lanceerden toen de Contadora-groep, een initiatief om de conflicten in Centraal-Amerika te bezweren. Begin 1989 tekenden vijf Centraal-Amerikaanse presidenten, die van Costa Rica, El Salvador, Guatemala, Honduras en Nicaragua een overeenkomst waarin ze democratisering, een staakt-het-vuren en vrije verkiezingen beloofden.
Ze vroegen ook een waarnemingsmacht aan de Verenigde Naties om toe te zien op de uitvoering van de overeenkomst. Die macht, ONUCA, controleerde of de steun aan rebellengroepen was opgedroogd en of de landen nog toelieten dat vanuit hun grondgebied andere landen werden aangevallen. ONUCA bleef actief tot januari 1992.

## Inhoud
De Veiligheidsraad:
- herinnert aan resolutie 654;
- is bezorgd omdat het demobilisatieproces nog niet is voltooid hoewel nu wel vorderingen worden gemaakt nu enkele hindernissen werden weggenomen;
- heeft het rapport van de secretaris-generaal Javier Pérez de Cuéllar bestudeerd;

1. beslist dat de taken van de VN-waarnemersmacht worden verlengd tot 29 juni;
2. dringt bij alle betrokkenen aan om de demobilisatie zo mogelijk nog sneller te laten verlopen om de datum hierboven te halen;
3. vraagt de secretaris-generaal op de hoogte te worden gehouden van de vorderingen en voor 29 juni te rapporteren over de voltooiing van het demobilisatieproces.

## Verwante resoluties
- Resolutie 653 Veiligheidsraad Verenigde Naties
- Resolutie 654 Veiligheidsraad Verenigde Naties
- Resolutie 675 Veiligheidsraad Verenigde Naties
- Resolutie 691 Veiligheidsraad Verenigde Naties (1991)

Lijst ·  647 ·  648 ·  649 ·  650 ·  651 ·  652 ·  653 ·  654 ·  655 ·  656 ·  657 ·  658 ·  659 ·  660 ·  661 ·  662 ·  663 ·  664 ·  665 ·  666 ·  667 ·  668 ·  669 ·  670 ·  671 ·  672 ·  673 ·  674 ·  675 ·  676 ·  677 ·  678 ·  679 ·  680 ·  681 ·  682 ·  683